# Copa Faulcombridge Open Ciudad de València 2022
Il Copa Faulcombridge Open Ciudad de València 2022 è stato un torneo maschile tennis professionistico. È stata la 1ª edizione del torneo, facente parte della categoria Challenger 90 nell'ambito dell'ATP Challenger Tour 2022, con un montepremi di 67 960 €. Si è svolto dal 21 al 27 novembre 2022 sui campi in terra rossa del Club de Tenis Valencia di Valencia, in Spagna.

## Partecipanti

### Teste di serie
| Nazionalità | Giocatore               | Ranking* | Testa di serie |
| ----------- | ----------------------- | -------- | -------------- |
| Spagna      | Bernabé Zapata Miralles | 74       | 1              |
| Spagna      | Roberto Carballés Baena | 77       | 2              |
| Portogallo  | Nuno Borges             | 92       | 3              |
| Serbia      | Dušan Lajović           | 100      | 4              |
| Francia     | Geoffrey Blancaneaux    | 134      | 5              |
| Kazakistan  | Timofej Skatov          | 172      | 6              |
| Spagna      | Carlos Taberner         | 167      | 7              |
| Italia      | Luciano Darderi         | 176      | 8              |

* Ranking al 14 novembre 2022.

### Altri partecipanti
I seguenti giocatori hanno ricevuto una wild card per il tabellone principale:
- Carlos López Montagud
- Daniel Mérida
- Nikolás Sánchez Izquierdo

I seguenti giocatori sono entrati in tabellone con il ranking protetto:
- Sumit Nagal
- Pedro Sousa

Il seguente giocatore è entrato in tabellone come alternate:
- Oleksii Krutykh

I seguenti giocatori sono passati dalle qualificazioni:
- Ivan Gakhov
- Álvaro López San Martín
- Gian Marco Moroni
- Salvatore Caruso
- Javier Barranco Cosano
- Pablo Llamas Ruiz

Il seguente giocatore è entrato in tabellone come lucky loser:
- Alessandro Giannessi

## Campioni

### Singolare
Oleksii Krutykh ha sconfitto in finale  Luca Van Assche con il punteggio di 6–2, 6–0.

### Doppio
Oleksii Krutykh /  Oriol Roca Batalla hanno sconfitto in finale  Ivan Sabanov /  Matej Sabanov con il punteggio di 6–3, 7–6(3).